# Kenton County
Kenton County ist ein County im US-Bundesstaat Kentucky der Vereinigten Staaten. Das U.S. Census Bureau hat bei der Volkszählung 2020 eine Einwohnerzahl von 169.064 ermittelt.
Der Verwaltungssitz (County Seat) ist in den beiden Städten Independence und Covington, das nach Leonard Covington benannt wurde, einem General im Krieg von 1812.

## Geographie
Das County liegt im äußersten Norden von Kentucky, grenzt an Ohio, getrennt durch den Ohio River und hat eine Fläche von 426 Quadratkilometern, wovon sechs Quadratkilometer Wasserfläche sind. Es grenzt im Uhrzeigersinn an folgende Countys: Campbell County, Pendleton County, Grant County und Boone County. Das County ist Teil der Metropolregion Cincinnati.

## Geschichte

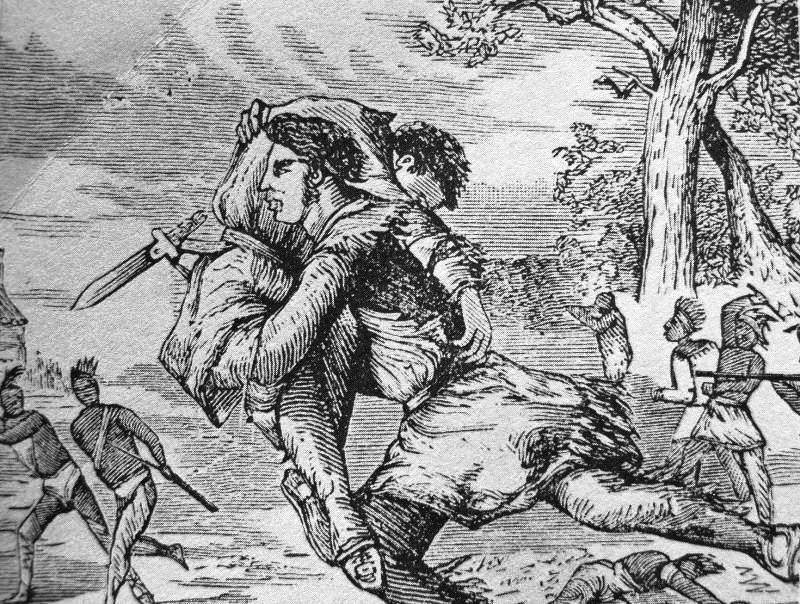
Simon Kenton

Kenton County wurde am 29. Januar 1840 aus Teilen des Campbell County gebildet. Benannt wurde es nach Simon Kenton.

### Historische Objekte
In Covington befindet sich das historische Gebäude des Bavarian Brewing Company. Das ehemalige Brauhaus wurde 1996 vom National Register of Historic Places aufgenommen.
Insgesamt sind 69 Bauwerke und Stätten des Countys im National Register of Historic Places eingetragen (Stand 5. Oktober 2017). Zwei Objekte haben wegen ihrer besonderen geschichtlichen Bedeutung den Status einer National Historic Landmark, das Daniel Carter Beard Boyhood Home sowie die John A. Roebling Suspension Bridge.

## Demografische Daten

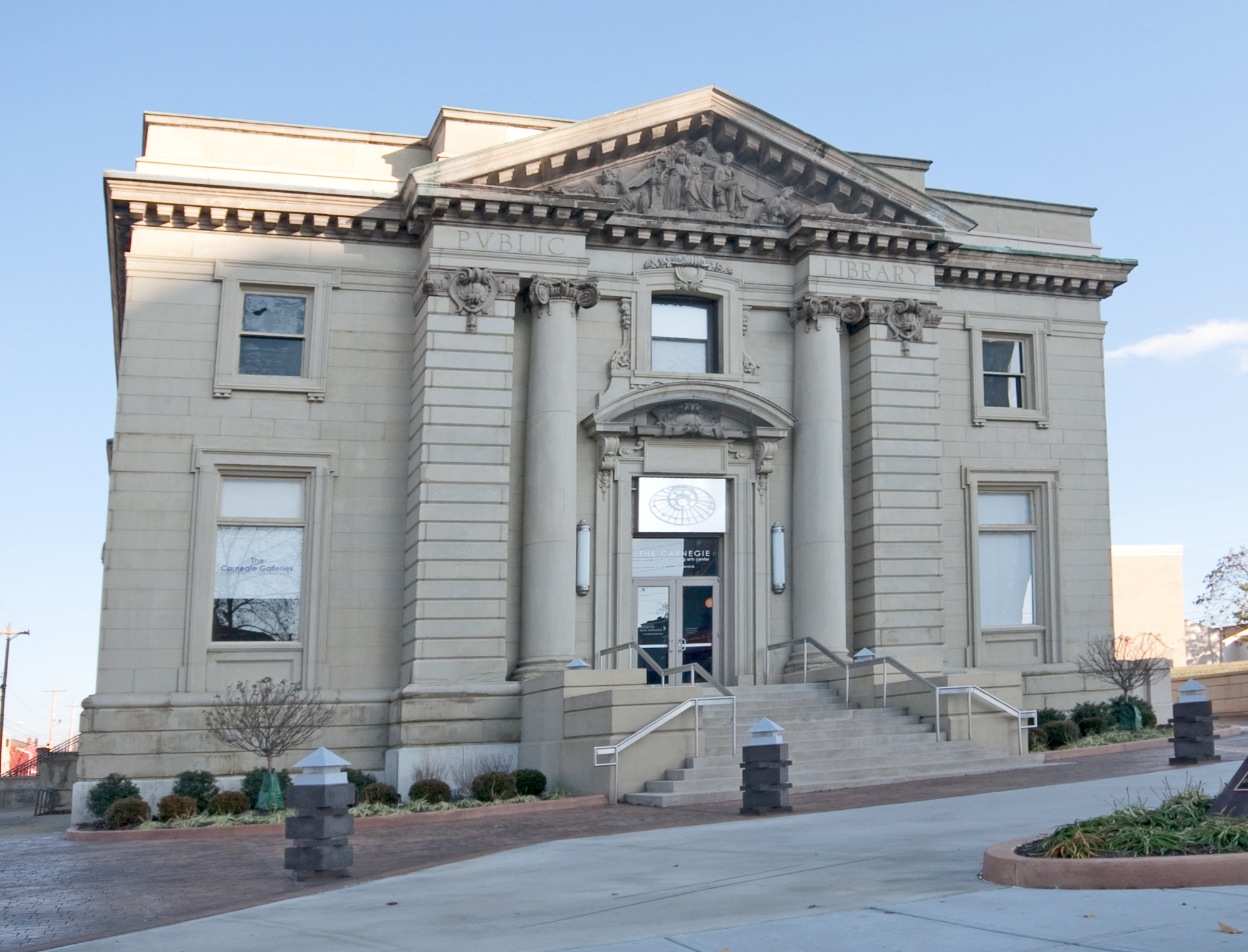
Kenton County Library in Covington, gelistet im NRHP

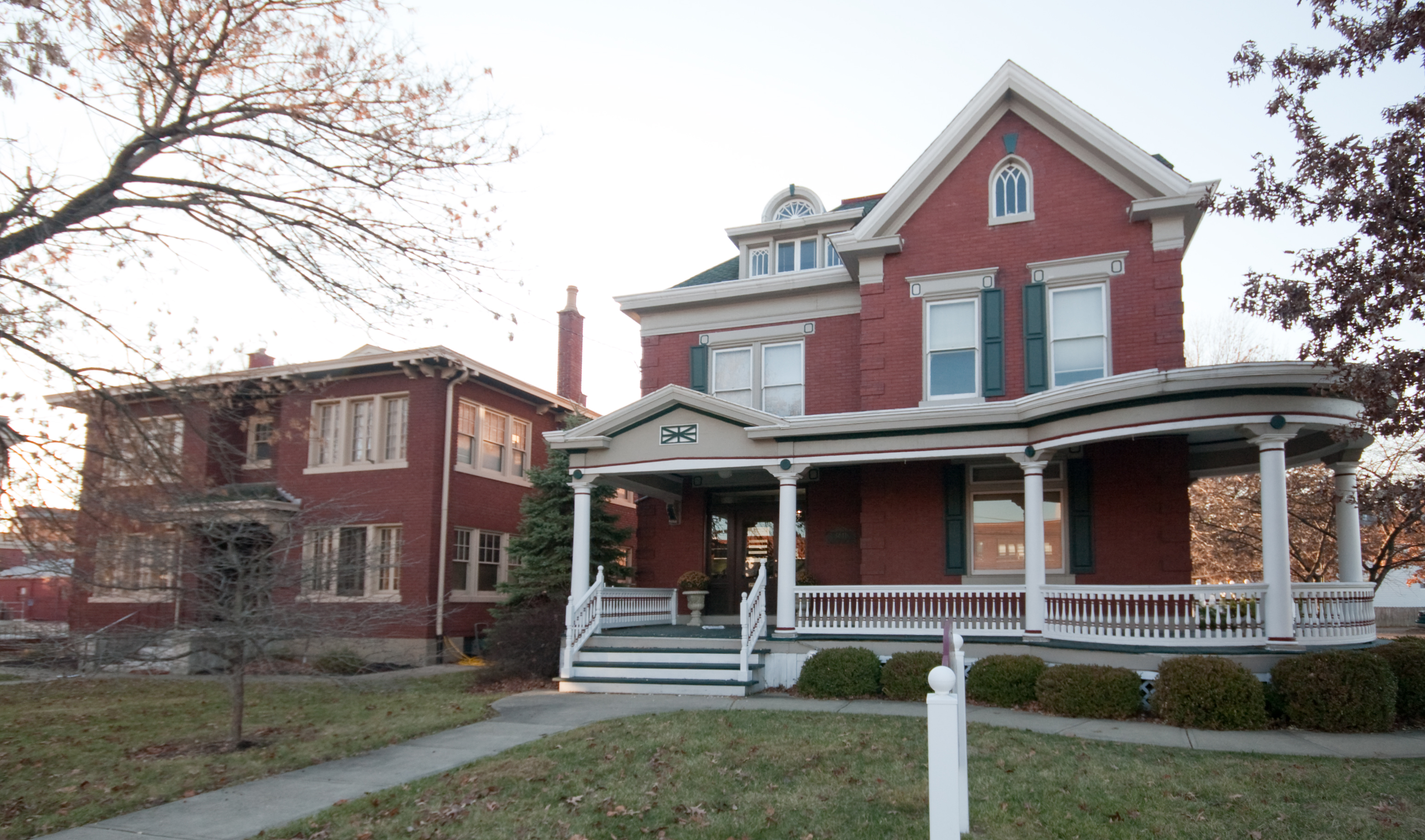
Ritte's Corner Historic District, gelistet im NRHP

Nach der Volkszählung im Jahr 2000 lebten im Kenton County 151.464 Menschen in 59.444 Haushalten und 39.470 Familien. Die Bevölkerungsdichte betrug 361 Einwohner pro Quadratkilometer. Ethnisch betrachtet setzte sich die Bevölkerung zusammen aus 93,99 Prozent Weißen, 3,84 Prozent Afroamerikanern, 0,15 Prozent amerikanischen Ureinwohnern, 0,59 Prozent Asiaten, 0,03 Prozent Bewohnern aus dem pazifischen Inselraum und 0,41 Prozent aus anderen ethnischen Gruppen; 1,00 Prozent stammten von zwei oder mehr Ethnien ab. 1,10 Prozent der Bevölkerung waren spanischer oder lateinamerikanischer Abstammung.
Von den 59.444 Haushalten hatten 33,4 Prozent Kinder und Jugendliche unter 18 Jahre, die bei ihnen lebten. 50,1 Prozent waren verheiratete, zusammenlebende Paare, 12,1 Prozent waren allein erziehende Mütter, 33,6 Prozent waren keine Familien, 27,8 Prozent waren Singlehaushalte und in 9,0 Prozent lebten Menschen im Alter von 65 Jahren oder darüber. Die Durchschnittshaushaltsgröße betrug 2,52 und die durchschnittliche Familiengröße lag bei 3,11 Personen.
Auf das gesamte County bezogen setzte sich die Bevölkerung zusammen aus 26,3 Prozent Einwohnern unter 18 Jahren, 9,2 Prozent zwischen 18 und 24 Jahren, 31,9 Prozent zwischen 25 und 44 Jahren, 21,4 Prozent zwischen 45 und 64 Jahren und 11,1 Prozent waren 65 Jahre alt oder darüber. Das Durchschnittsalter betrug 34 Jahre. Auf 100 weibliche Personen kamen 96,2 männliche Personen. Auf 100 Frauen im Alter von 18 Jahren alt oder darüber kamen statistisch 91,9 Männer.
Das jährliche Durchschnittseinkommen eines Haushalts betrug 43.906 USD, das Durchschnittseinkommen der Familien betrug 52.953 USD. Männer hatten ein Durchschnittseinkommen von 37.845 USD, Frauen 27.253 USD. Das Prokopfeinkommen betrug 22.085 USD. 7,1 Prozent der Familien und 9,0 Prozent der Bevölkerung lebten unterhalb der Armutsgrenze. Davon waren 12,0 Prozent Kinder oder Jugendliche unter 18 Jahre und 7,7 Prozent waren Menschen über 65 Jahre.

## Orte im County
- Alexander
- Atwood
- Bank Lick
- Bracht
- Bromley
- Covington
- Crescent Park
- Crescent Springs
- Crestview Hills
- DeCoursey
- Edgewood
- Elsmere
- Erlanger
- Fairview
- Fiskburg
- Forest Hills
- Fort Mitchell
- Fort Wright
- Grant
- Independence
- Kenton
- Kenton Hills
- Kenton Vale
- Lakeside Park
- Lakeview
- Lamb
- Latonia
- Latonia Lakes
- Lookout Heights
- Ludlow
- Maurice
- Morning View
- Nicholson
- Oak Ridge
- Park Hills
- Piner
- Ricedale
- Ryland
- Ryland Heights
- Sanfordtown
- South Fort Mitchell
- Springdale
- Springlake
- Staffordsburg
- Summit Hills Heights
- Sunny Acres
- Taylor Mill
- Villa Hills
- Visalia
- West Covington
- White Tower
- White Villa
- Winston Park